# Eupithecia tenebrescens
Eupithecia tenebrescens là một loài bướm đêm trong họ Geometridae.